# Біюк-Ісар

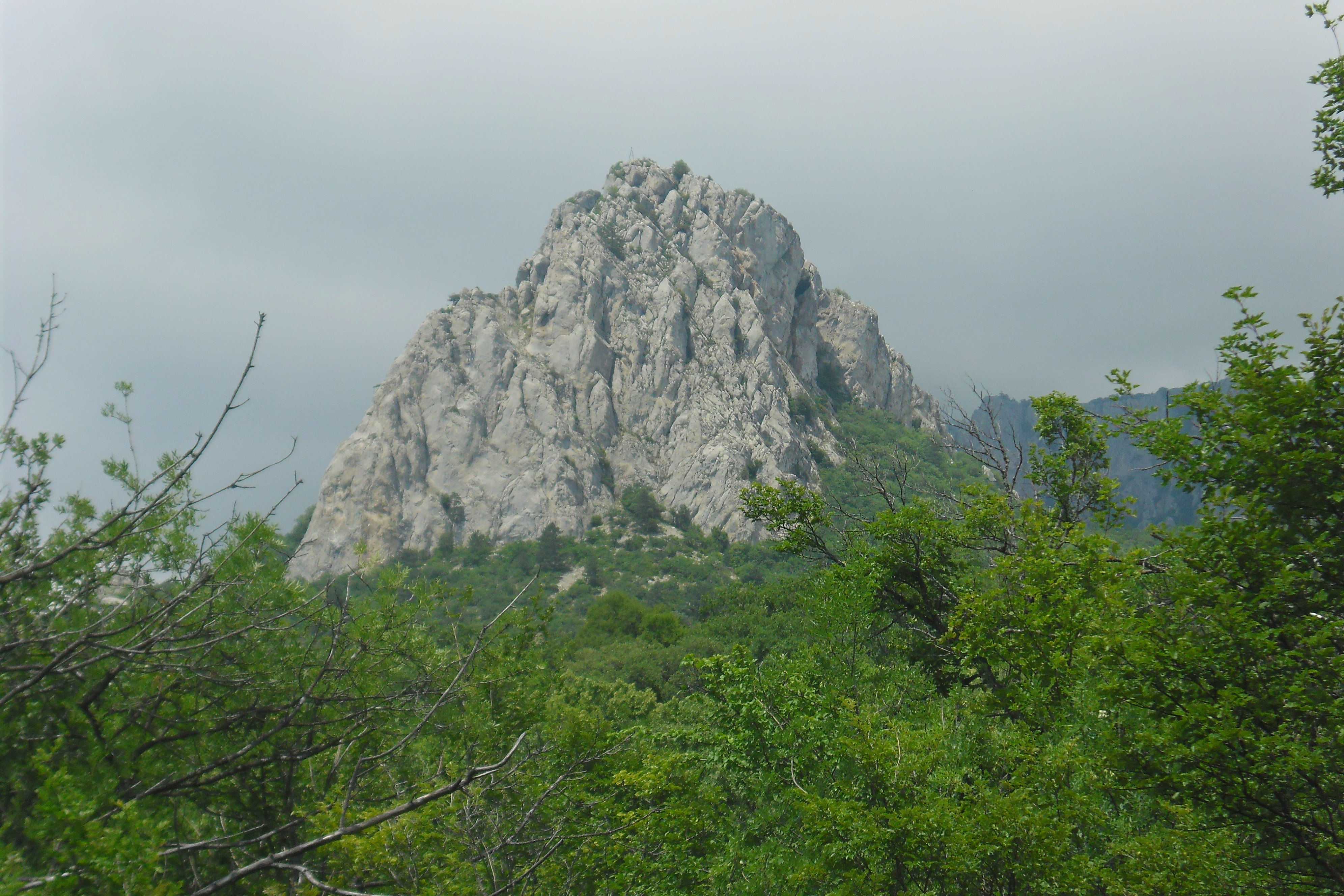
Біюк-Ісар

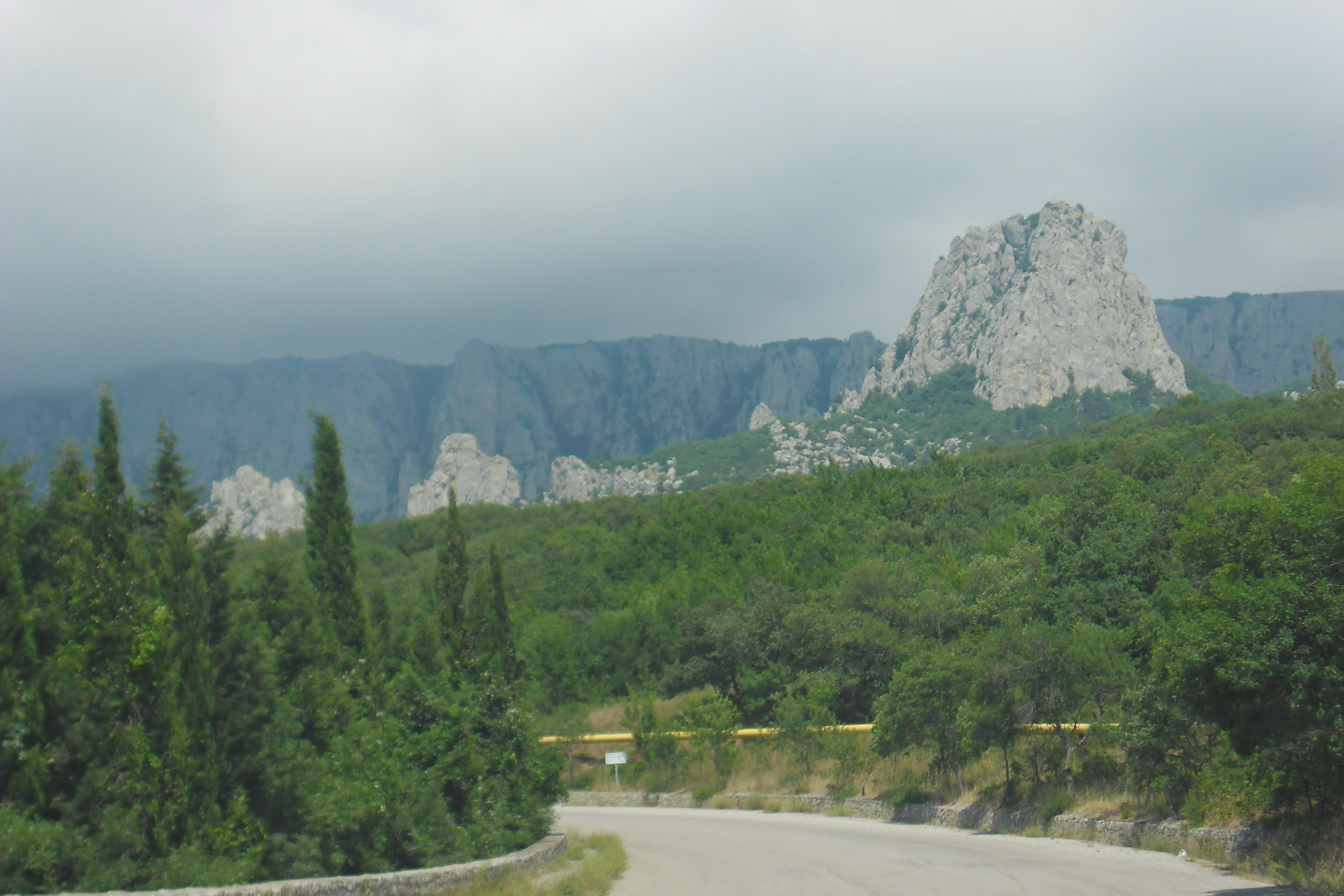
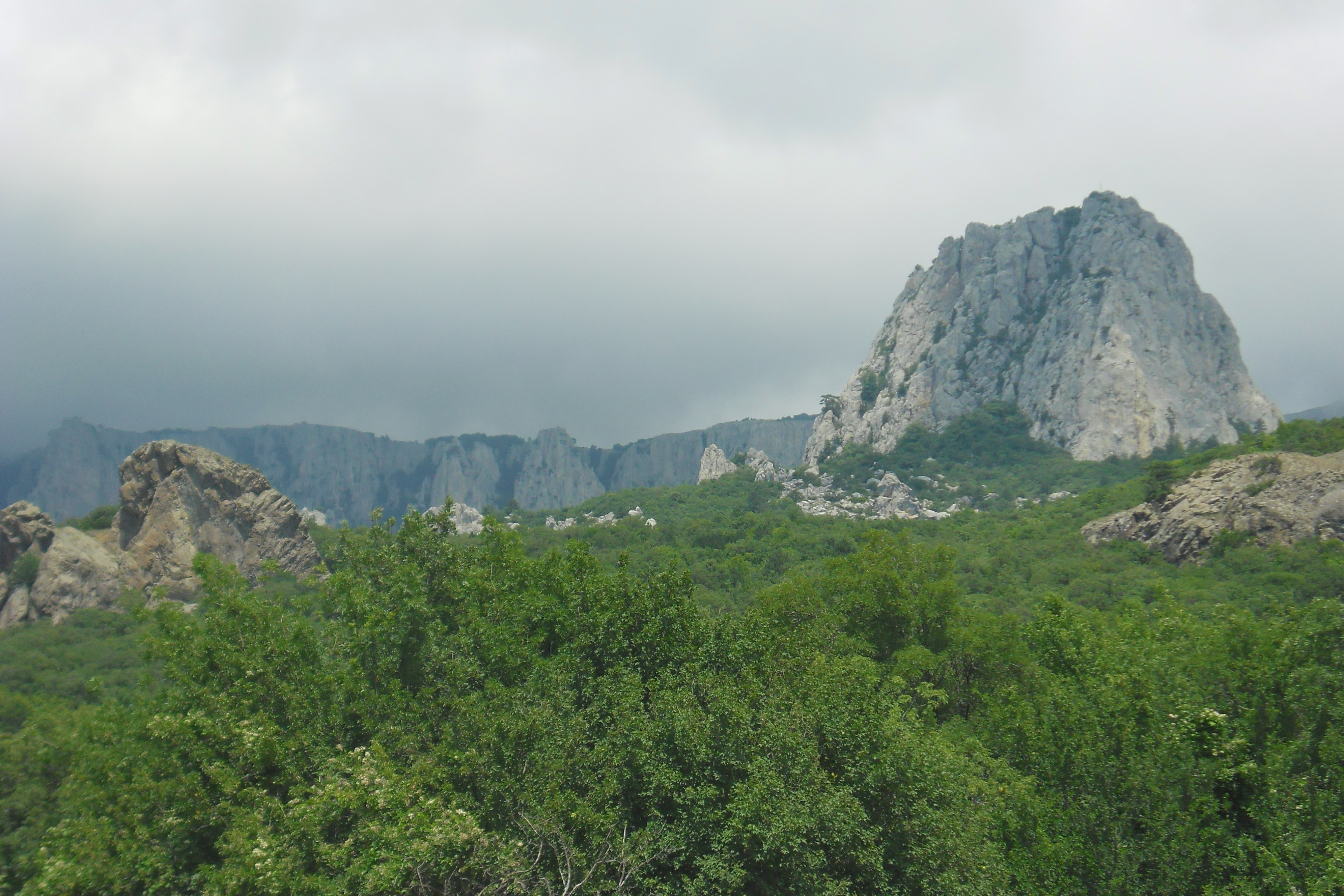

Біюк-Ісар, Буюк-Ісар (крим. Büyük İsar) — скеля в Криму неподалік від селища Кацівелі.
Назва з кримсько-татарської означає «велика фортеця» (büyük — великий, isar — фортеця). Гора кладена вапняком. Висота гори 734 м. В X—XIII ст. на плоскій вершині скелі було укріплення. На вершині гори — руїни поселення «Кікінеїз» (Північний схил) і церкви, є печера (Західний схил).